# بولفراگ ولی (آرکانزاس)
بولفراگ ولی (به انگلیسی: Bullfrog Valley) یک منطقهٔ مسکونی در ایالات متحده آمریکا است که در شهرستان پوپ، آرکانزاس واقع شده‌است. بولفراگ ولی ۲۰۴ متر بالاتر از سطح دریا واقع شده‌است.